# Oberea okinawana
Oberea okinawana är en skalbaggsart som beskrevs av Kusakabe 1992. Oberea okinawana ingår i släktet Oberea och familjen långhorningar. Inga underarter finns listade i Catalogue of Life.